# ピム・フォルタイン
ピム・フォルタイン（Pim Fortuyn, 1948年2月19日 – 2002年5月6日）は、オランダのコラムニスト、政治家、社会学者、作家、またピム・フォルタイン党創設者。
フォルタインの多文化主義、移民、イスラム教への率直な見解は、オランダで多くの論争となった。彼はイスラム教を「遅れた文化（a backward culture）」だと公言し、法的に可能であれば、イスラム系移民の流入を停止すべきだとした。メディアらはフォルタインを極右ポピュリストとして扱かったが、彼自身はこのレッテルを強く拒絶していた。
フォルタインは、ベルギーのフィリップ・デウィンター 、オーストリアのイェルク・ハイダー、フランスのジャン＝マリー・ル・ペンなどの極右政治家と比較されるたびに、明確に距離を置いた。フォルタインは自身の位置付けをイタリアのシルヴィオ・ベルルスコーニやエドムント・シュトイバーのような「中道右派」であるとし、元オランダ首相ヨープ・デン・アイル、アメリカ合衆国大統領ジョン・F・ケネディを称賛していた。
フォルタインはまたポルダー・モデルや、ウィム・コック首相の政策を非難しており、自身のピム・フォルタイン党のイデオロギーはプラグマティズムでありポピュリズムではないと繰り返していた。さらにフォルタインはゲイである事を公表していた。
2002年5月、フォルタインはオランダ総選挙の運動中、動物愛護団体（WWFレンジャー）に所属する青年に射殺された。

## 来歴
1948年、北ホラント州のフェルセンでカトリックの家に生まれる。	アムステルダム自由大学卒業後、1971年にフローニンゲン大学から社会学の博士号を取得。当時の彼はマルクス主義者であり、オランダ共産党の支持者でフローニンゲン大学の准教授としてマルクス主義の社会学を教えていた。その後彼は労働党に入党した。
1991年にはエラスムス大学の特命教授に就任、1995年まで務めた。

### 政治家として
1992年、フォルタインは「Aan het volk van Nederland（オランダの人々へ）」とした書籍において、18世紀のオランダ政治家Joan Derk van der Capellen tot den Polをカリスマとして公言したことで、論争を引き起こした。
その後、フォルタインは地域政党すみよいロッテルダムの代表となり、2002年4月のロッテルダム市総選挙にて大勝した。

### 政党創設から暗殺まで
しかし政党内で発言を問題視されたため、2002年2月11日には政党ピム・フォルタイン党（Lijst Pim Fortuyn）を設立し、国政に挑戦した。庶民にわかりやすい言葉で解説し、市民が政治に参加して楽しむ方法を教えつつ演説活動を展開した。同年3月ロッテルダム地方選では得票率35%を獲得。しかし国政選挙直前の2002年5月6日、ヒルバーサムの国営テレビ番組出演後、駐車場で動物愛護団体に所属する青年に射殺された。オランダにおける政治的暗殺事件は、1584年のウィレム1世暗殺事件、17世紀後半のデ・ウィット兄弟暗殺事件以来であった。9日後に控えていた総選挙の選挙運動は一時中断となったが、選挙そのものは予定通り実施された。

### 暗殺事件以後

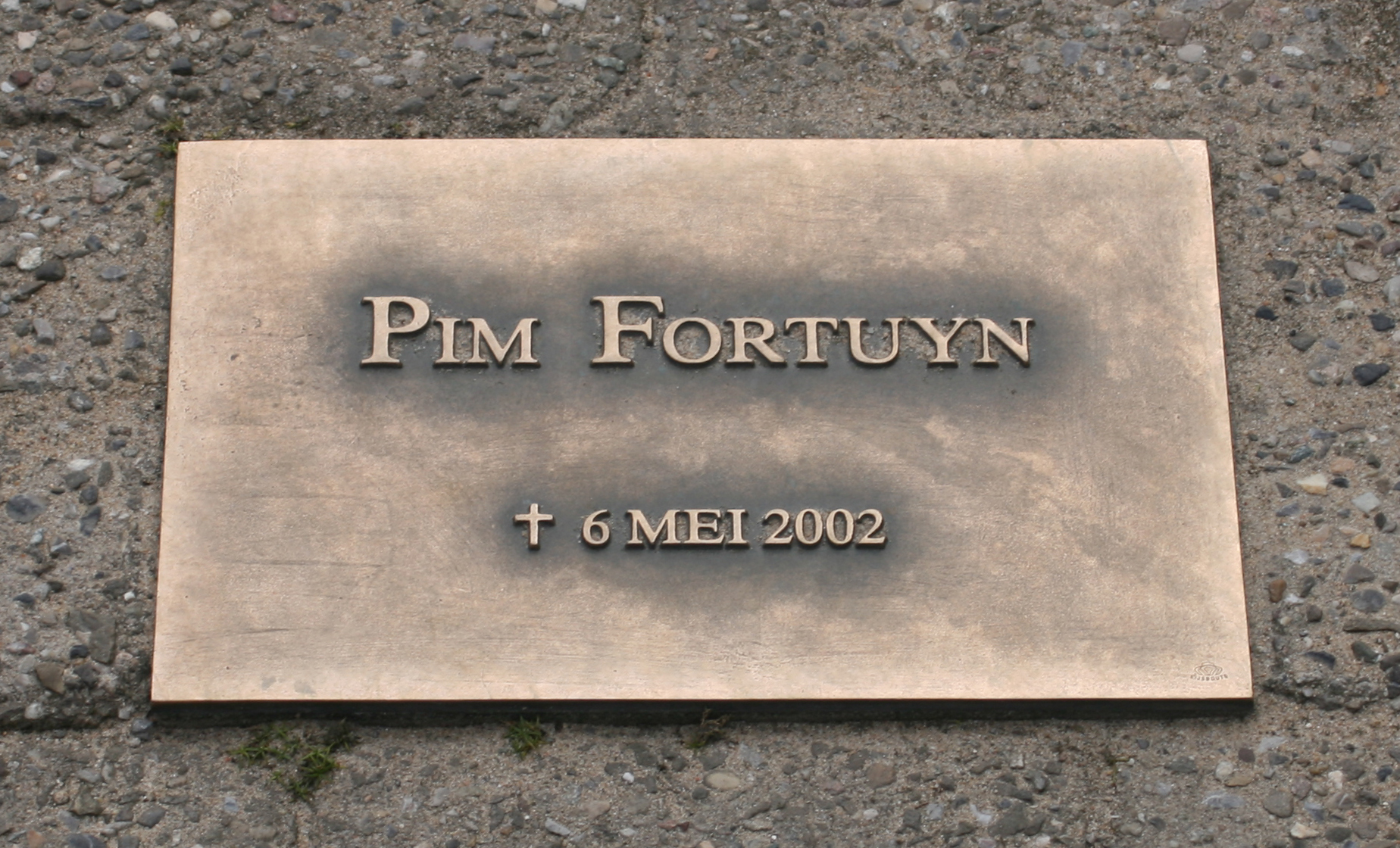
碑文

葬儀は国葬級の扱いをうけ、5月15日の総選挙でLPFは18%の得票率を得て、キリスト教民主同盟（CDA）の43議席についで26議席を獲得した。のちLPFは内紛で分裂するが、ピム・フォルタイン人気は衰えることなく、2004年の世論調査ではオランダ史上もっとも偉大な人物第一位に選ばれた。
犯人の犯行動機は不明である。
ピム・フォルタイン暗殺事件は、さらに2004年11月2日に起こったテオ・ファン・ゴッホ暗殺事件とあわせて、オランダ社会における“寛容性”の原理を揺さぶることとなった。テオ・ファン・ゴッホは映画監督でもあり、ピム・フォルタインのドキュメンタリー映画制作をはじめていたという。
暗殺事件後のピム・フォルタイン党の支持者は類似するヘルト・ウィルダースの自由党に流れ、2008年に解散することとなった（フォルタイン党最後の党首は自由党に入党している）。

## フォルタイン主義
フォルタイン、そしピム・フォルタイン党のイデオロギーや政治スタイルは、フォルタイン主義(Fortuynism)と呼ばれ、以下の立場から構成されている。
- 市民的自由
- 古典的自由主義
- 反イスラム主義
- 規制緩和
- 直接民主主義
- 欧州懐疑主義
- 言論の自由
- 自由放任主義
- LGBTの権利
- 共和主義
- 世俗主義
- 政教分離
- 小さな政府
- 女性の権利

## イスラム教や移民に対する態度
2002年以降は、オランダ国内で論争を巻き起こす発言を連発した。
- 「イスラム教は時代遅れの宗教だ。イスラム教はゲイやレズビアンを受け入れない」と発言。
- 移民に対しても「ボートは満杯だ」などと述べた。具体的な移民受け入れ政策に対しては、当時の受け入れ数5000人は急激すぎるため、2000人程度に抑えるべきだと主張。また、移民は今後厳しく規制するが、在来移民については特赦されるべきとも説いた。他方では、アフリカからの移民を側近に控えさせ、移民者への平等を訴えもした。
- オランダはアメリカのような国になる必要はない、二級国家で十分であるとも説いた。
- オランダが寛容の精神を重視していることを、ゲイである彼は誇りに思っていたともされる。そのため、彼は他の政党からはポピュリストや極右というレッテルを貼られたが、本人も親族もそれを否認している。習合思想の一種と呼ばれることもある。